# Johan Decavele

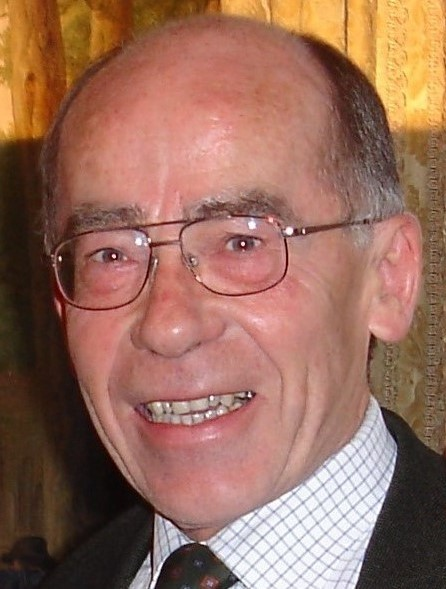
Johan Decavele

Johan Decavele (Tielt, 1943) is een Belgische historicus, archivaris en hoofd van de dienst Cultuur van de stad Gent, die hoofdzakelijk publiceerde over de geschiedenis van Gent en van de Reformatie. Hij was een medewerker van de Algemene Geschiedenis der Nederlanden, Dictionnaire d'Histoire et de Géographie ecclésiastiques, Monasticon belge, De Gouden Delta der Lage Landen en The Oxford Encyclopedia of the Reformation.

## Leven
Decavele studeerde geschiedenis in Leuven en aan het Leibniz-Institut für Europäische Geschichte Mainz. In 1971 promoveerde hij aan de Katholieke Universiteit Leuven bij Prof. Jan Van Houtte tot doctor in de geschiedenis. Zijn proefschrift werd bekroond door de Koninklijke Academie voor Wetenschappen, Letteren en Schone Kunsten van België en gepubliceerd als De dageraad van de Reformatie in Vlaanderen  2 dln. C.C. de Bruin schreef: "Met ingenomenheid begroeten wij de verschijning van een werk dat een lang gekoesterde wens in vervulling doet gaan: een geschiedenis van de vroege Reformatie in Vlaanderen." De dissertatie werd door binnen- en buitenlandse recensenten een standaardwerk genoemd. Volgens Marcel Backhouse is het "Een historisch meesterwerk, zowel wat de degelijkheid van het onderzoek betreft als de boeiende taal waarin het werd geschreven". De uitspraak dat het calvinisme hier nooit had bestaan, toegeschreven aan de Brugse kanunnik Charles Carton (1802-1863) (zie Externe Links), werd definitief weerlegd. Heemkundigen uit alle hoeken van Vlaanderen hebben uit het werk van Decavele geput voor de beschrijving van de Reformatie in hun gebied. Zo is eindelijk het besef gegroeid dat het protestantisme hier uiterst belangrijk is geweest. Michel Morineau schreef daarover: "Pour la Belgique, où le protestantisme a pu passer, quelquesfois, pour une curiosité, il était nécessaire, il était bon que l'on rappelât son balbutiement, sa séduction et son martyrologe. J. Decavele y a réussi pour la Flandre".
Vanaf 1 mei 1971 doorliep Decavele een loopbaan van bijna 35 jaar bij de Stad Gent. Eerst als stadsarchivaris. Het archief had weer een diensthoofd die inventariseerde, de vorsers bijstond en archiefpublicaties verzorgde. Hoogtepunt was de organisatie van de succesvolle tentoonstelling Eenheid en Scheiding in de Nederlanden in de Sint-Pietersabdij in 1976, geopend door Prinses Beatrix en Prins Albert, naar aanleiding van de vierhonderdste verjaring van de Pacificatie van Gent. Bij zijn ambtsjubileum van 25 jaar stadsarchivaris werd hem het huldeboek Qui valet ingenio (red. Joris De Zutter, Leen Charles, André Capiteyn) aangeboden, met bijdragen van 37 collega's en vrienden. Bijgestaan door de naamkundige dr. Maurits Gysseling, was hij voorzitter van de Commissie Gentse Straatnaamgeving, waar na de fusie van 1977 zo'n 600 identieke, homonieme en foutieve straatnamen werden gewijzigd.
Vanaf 1 december 1984 leidde Decavele met onderbrekingen de Dienst voor Culturele Zaken, laatst als Departementshoofd Cultuur. Hij wist de dienst weer op de rails te zetten, en werkte daartoe samen met tien knappe dienstchefs. In 1988 leidde hij een delegatie van Gentse podiumkunstenaars naar Tallinn, toen nog achter het IJzeren Gordijn in de Sovjetrepubliek Estland; Moskou liet hen toe uitzonderlijk de lokale luchthaven te gebruiken. Door Jan Hoet werd hij betrokken bij zijn legendarische Chambres d'Amis in 1986 en vervolgens zijn Documenta IX in Kassel in 1990, en de inrichting en de persconferentie van het museum MARTa Herford in 2005. Hij gaf boeken uit over de Haven van Gent, de Geschiedenis van Gent, Hugo Claus, Prudens Van Duyse en Oscar Bonnevalle. Ondanks zijn drukke ambtsbezigheden, zette hij zijn wetenschappelijk werk verder en werd hij als een autoriteit beschouwd inzake de Reformatie. Een hoofdstuk uit zijn boek uit 2004 (kopie, p. 13) noemde recensent Prof. Henk van Nierop “een van de helderste overzichtsartikelen van het vroege Nederlandse protestantisme die ik ken”. Ludo Vandamme schreef: “In het boek wordt afgedaald tot in de diepste vezels van de 16de-eeuwse samenleving en tot in de verste uithoeken van Vlaanderen”. Hij hield talrijke lezingen in Vlaanderen en Nederland. Als eerste stadsambtenaar ooit hield hij in 2002 de toespraak op de officiële 11 juli-viering in het Gentse stadhuis. Hij was lid van de Provinciale Commissie voor Monumenten Oost-Vlaanderen, en van de bestuursraden van Cageweb, het Muziekcentrum De Bijloke Gent, de VZW Beschermcomité Campo Santo (Gent), de VZW Begijnhof Onze Lieve Vrouw ter Hoyen, Klein Begijnhof Gent, en de Stichting Cultuurpatrimonium Bisdom Gent. Bij zijn afscheid werd hij op 23 december 2005 gehuldigd door familie, collega's en vrienden, het stadsbestuur en de voltallige Gentse cultuursector.

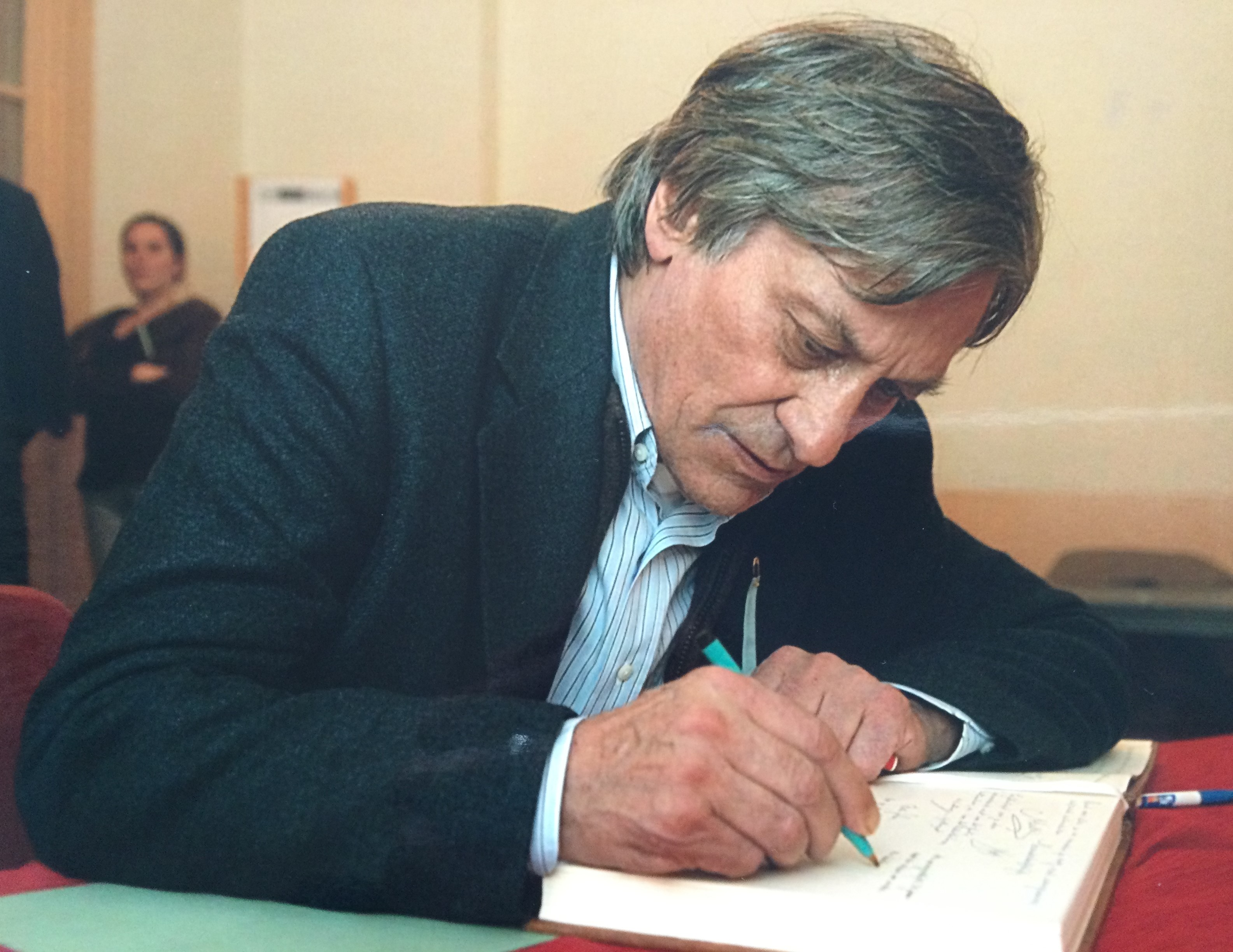
Op het afscheidsfeest schrijft Jan Hoet een huldeadres

Tijdens zijn pensioen bleef hij veel publiceren en zette zijn reeks voordrachten verder, onder meer zes lesnamiddagen over de Reformatie voor de afdeling geschiedenis van het HOVO-Universiteit Leiden. In 2009 sprak hij de 26e Pacificatielezing uit in de Grote Kerk van Breda.
Een oogingreep maakte begin 2018 een einde aan zijn wetenschappelijk werk.

## Publicaties, selectie
- De vermelding (kopie) verwijst naar de (niet steeds accurate) kopie op de website Stichting Gihonbron 2021.[14]
- De plattelandsmilitie in het leger van de Generale Staten en het Calvinistische Gent (1578-1584), in: Belgisch tijdschrift voor militaire geschiedenis, XVII, 4, 1967, p. 243-258.
- De reformatorische beweging te Axel en Hulst (1556-1566), in: Bijdragen en Mededelingen tot de Geschiedenis der Nederlanden, XXII, 1968-1969, p. 1-42 (kopie p. 164).
- Jan Hendrickx en het calvinisme in Vlaanderen (1560-1564), in: Handelingen van het Genootschap "Société d'Emulation" te Brugge, CVI, 1969, p. 17-32. (Online op Google)
- Catharina van Boetzelaer, een merkwaardige figuur van het protestants verzet tijdens het 'wonderjaar', in: Annalen (van de) Vereniging voor de Geschiedenis van het Belgisch Protestantisme, reeks V/5, 1969/2, p. 151-171 (kopie p.52).
- Histoire religieuse, in: J.A. Van Houtte (ed.), Un quart de siècle de recherche historique, Nationaal Belgisch Comité voor Geschiedkundige Wetenschappen, 1970, p. 387-403.
- De geschoeide karmelieten te Gent (1272-1796). Historische studie, in: Kultureel Jaarboek voor de provincie Oost-Vlaanderen, XXVII, 1974, p. 1-37.
- Ekkergem tot het einde van het Ancien Régime, in: 1000 jaar Ekkergem, 1974, p. 25-137.
- Prudens Van Duyse als stadsarchivaris van Gent, in: De Oost-Oudburg, XI, 1973-1974, p. 19-29.
- De dageraad van de reformatie in Vlaanderen (1520-1565). Verhandelingen van de Koninklijke Academie voor Wetenschappen, Letteren en Schone Kunsten van België, Klasse der Letteren, XXXVII, 76, 1975. Deel 1: Tekst, Deel 2: Indices en Bijlagen.
- Panoramisch gezicht op Gent in 1534 [15], Gent, 1975.
- Gent op de wateren en naar de zee (met René De Herdt en Noël Decorte), Mercatorfonds, 1976.
- Eenheid en Scheiding in de Nederlanden 1555-1585 (met bijdragen van Raoul Van Caenegem en Ivo Schöffer), tentoonstellingscatalogus, 1976.
- De Pacificatie van Gent: Taal van verzoening en eensgezindheid in de verscheurde Nederlanden, in: Ghendtsche Tydinghen, 5, afl. 4, 1976, p. 146-150. Ook in: Spiegel Historiael, 11, 1976, p. 576-586.
- Honderdvijftig jaar Kanaal Gent-Terneuzen, tentoonstellingscatalogus, 1977.
- Abbaye des dames anglaises de Gand, in: Monasticon belge, VII: Province de Flandre Orientale, II, Centre National de Recherches Religieuses, 1977, p. 99-106.
- Abbaye de Notre-Dame, dite 'Hôpital des Lépreux' ou 'Rijke Gasthuis' à Gand, in: Monasticon belge, VII: Province de Flandre Orientale, II, Centre National de Recherches Religieuses,1977, p. 179-193.
- Reformatie en begin katholieke restauratie 1555-1586, in: Algemene Geschiedenis der Nederlanden, VI, 1979, p. 166-185, 435-437.
- Reformatie en Contrareformatie, in: Brussel, groei van een hoofdstad. Mercatorfonds, 1979, p. 93-113. Ook verschenen in het Frans.
- Prudens Van Duyse 1804-1859. Zijn rol in de geschiedschrijving en de literatuur in dienst van de Vlaamse ontvoogding, 1980.
- De monnik in stad en staat (1250-1700) (met Jan Roegiers), in: Benedictus en zijn monniken in de Nederlanden, II, 1980, p. 181-275.
- Tolerantie, de moeilijke weg van ideaal naar praktische erkenning, in: Apologie van Willem van Oranje, 1980, p. 49-70.
- Een vreemde eend in de Belgische bijt. Gent in de periode 1830-1860 (red., in samenwerking), 1980.
- In steen en brons van leven en dood (met André Capiteyn), 1981.
- De Gentse poorterij en buitenpoorterij, in: Recht en instellingen in de Oude Nederlanden. Liber Amicorum Jan Buntinx, 1981, p. 63-83.
- Het Land van Nevele in de hervormingstijd, in: Het Land van Nevele, XII/4, 1981, p.147-174.
- Gent. Geschichtlicher Überblick, in: Gent, Schätze einer flämischen Stadt, 1981, p. 9-30.
- Gand. La ville. Les communautés religieuses, in: Dictionnaire d'Histoire et de Géographie ecclésiastiques, XIX, 1981, kol. 1005-1014, 1026-1058.
- Het herstel van het calvinisme in Vlaanderen 1577-1579, in: Brugge in de Geuzentijd, 1982, p. 9-33 (kopie p.60).
- Historiografie van het zestiende-eeuws protestantisme in België, in: Nederlands Archief voor Kerkgeschiedenis, 62, 1982, p. 1-27. (Online op JStor)
- Tien jaar stedelijke Cultuurdienst te Gent 1971-1981 (met talrijke afbeeldingen), 1982.
- Vita Sanctae Coletae (met Charles van Corstanje, Yves Cazaux en Albert Derolez), 1982.(Online op Brill)
- Gent. Reeks steden van België, eveneens verschenen als: Villes de Belgique. Gand in: Artis-Historia, 1982.
- Stadsarchief van Gent. Archiefgids 1: Oud archief [16] (met Johan Vannieuwenhuyse), 1983.
- Gent, in: M. Grypdonck (red.), Gulden Spiegel van Oost-Vlaanderen, 1983, p. 137-210.[17]
- De opkomst van het protestantisme te Brussel, in: Noordgouw, Cultureel tijdschrift van de Provincie Antwerpen, XIX-XX, 1983, p. 25-44 (kopie p. 37).
- Gentse torens achter rook van schoorstenen. Gent in de periode 1860-1895 (in samenwerking), 1983.
- De mislukking van Oranjes 'democratische' politiek in Vlaanderen, in: Bijdragen en Mededelingen voor de Geschiedenis der Nederlanden, 99, 1984, p. 626-650. (Online op Google)
- Willem van Oranje, de 'Vader' van een verscheurd 'vaderland', in: Handelingen der Maatschappij voor Geschiedenis en Oudheidkunde te Gent, n.r., 38, 1984, p. 69-86.(Online op Google)
- Vlaanderen tussen Spanje en Oranje, 1984 [18].
- Willem de Zwijger en de Lage Landen in de zestiende eeuw, 1984.[19]
- Het eind van een rebelse droom. Opstellen over het calvinistisch bewind te Gent (1577-1584) en de terugkeer van de stad onder de gehoorzaamheid van de koning van Spanje (17 september 1584) (met Dirk Coigneau, Herman Vanderlinden, Werner Waterschoot), 1984.[20] (kopie p. 198).
- Gent, calvinistisch en republikeins strijdcentrum in de Nederlandse Opstand, in: Willem van Oranje 1584-1984, Koninklijke Academiën van België, 1985, p. 65-86 (kopie p. 198).
- Honderd jaar Koninklijke Academie voor Taal en Letterkunde te Gent (met Joris De Zutter), 1986.
- Ontstaan van de evangelische beweging en ontwikkeling van de protestantse kerkverbanden in de Nederlanden tot 1580, in: Ketters en papen onder Filips II, Utrecht, 1986, p. 41-57 (kopie p. 28).
- Het Toreken op de Vrijdagmarkt te Gent, 1986.
- Poorters en buitenpoorters van Gent: 1477-1492, 1542-1796 (red.), 1986.
- Enkele gegevens betreffende de relaties tussen het drukkerscentrum Emden en het gebied Gent-Oudenaarde tijdens het "Wonderjaar", in: Liber Amicorum Dr. J. Scheerder, 1987, p. 17-28 (kopie p. 130).
- Oscar Bonnevalle (met medewerking van J. Daisne en A.M. Musschoot), Willemsfonds, 1987.
- Gent, Apologie van een rebelse stad. Geschiedenis-kunst-cultuur (red., in samenwerking). Mercatorfonds, 1989; eveneens verschenen als: Gand, Apologie d'une ville rebelle en Ghent, In defence of a rebellious city.[21]
- Jan Utenhove en de opvoering van het zinnespel te Roborst in 1543, in: Jaarboek De Fonteine, XXXIX-XL, 1990, p. 101-116 (kopie p. 50).
- Keizer tussen Stropdragers. Karel V 1500-1558 (red.), 1990.
- Vroege reformatorische bedrijvigheid in de grote Nederlandse steden: Brussel, Antwerpen, Amsterdam, Leiden (1524-1528), in: Nederlands Archief voor Kerkgeschiedenis, 70/1, 1990, p. 13-29.(Online op JStor)
- Gebuurteleven en dekenijen te Gent 14de-20ste eeuw (met André Capiteyn), 1992.
- Het culturele en intellectuele netwerk in Vlaanderen: middeleeuwen en 16de eeuw, in: 15de Internationaal Colloquium Spa 1990. Handelingen, 1992, p. 365-384 (kopie p. 60).
- De Opera van Gent. Het 'Grand Théâtre' van Roelandt, Philastre en Cambon (red., met Bart Doucet), 1993.
- Brugse en Gentse Mendicanten op de brandstapel in 1578, in: Beleid en bestuur. Liber Amicorum Prof. dr. Michel Baelde, 1993, p. 73-93, Sodomieprocessen.
- Hoe functioneert het Archief in de administratie en bij het bestuur van de gemeente? (met Johan Vannieuwenhuyse), 1993.
- De Gentse Feesten. Biografie van een 150 jarig monument (met André Capiteyn), 1993.[22]
- Parochiaal en godsdienstig leven, in: Geschiedenis van Evergem, I, 1994, p. 299-341.
- Hugo Claus 65 (red., in samenwerking), 1994.
- Gentenaars Stroppendragers (red., in samenwerking), 1995.
- Genealogie, in: Hoe schrijf ik de geschiedenis van mijn gemeente? Deel 3 a: Hulpwetenschappen, 1995, p. 167-193.
- Ketters en papisten in het Kortrijkse stadsbestuur (1561-1580), in: Handelingen van de Maatschappij voor Geschiedenis en Oudheidkunde te Gent, n.r., 49, 1995, p. 223-252.(Online op Google)
- Johan Decavele, 25 jaar stadsarchivaris van Gent, in: Handelingen van de Maatschappij voor Geschiedenis en Oudheidkunde te Gent, n.r., 50, 1996, p. 237-251.
- De verscheurde Nederlanden (1556-1648), in: De Gouden Delta van de Lage Landen, 1996, p. 139-163, 172-179; eveneens verschenen in het Frans en het Engels.
- Cassander, Joris; Dathenus, Petrus; Ghent; Heyden, Gaspar van der; Titelmans, Pieter; Utenhove, Jan, in: The Oxford Encyclopedia of the Reformation, I-IV, 1996.
- Die kulturell-pädagogische Rolle des Gemeindearchivs. Der Fall Gent, in: Miscellanea archivistica, Studia 79, 1996, p. 41-48.
- Bestuursinstellingen van de stad Gent (einde 11de eeuw-1795), in: De gewestelijke en lokale overheidsinstellingen in Vlaanderen tot 1795, Algemeen Rijksarchief, 1997, p. 277-322.
- Archivaris versus historicus, in: Bibliotheek- en Archiefgids, nr. 73, 1997, 3, p. 82-91.
- Waar is de tijd. 1350 jaar Gentenaars en hun rijke verleden (hoofdredacteur en medeauteur), 20 katernen,1997-1999.
- De beurs van Judocus Vydt. Kunstkapitaal in Gent (met Roeland Van de Walle), 1998.
- Nieuwsgaring te Gent over de godsdienstberoerten in Westelijk Vlaanderen tijdens het ‘Wonderjaar’, in: Liber Amicorum Roger A. Blondeau, 1999, p. 59-69 (kopie p. 136).
- Karel V in de geschiedschrijving, in: Mise en Scène. Tentoonstelling in het Museum voor Schone Kunsten te Gent, 1999, p. 66-79.
- Gent, stad van Keizer Karel, in: Parcours, Artis-Historia, 1999. Eveneens verschenen in het Frans.
- Ontstaansgeschiedenis van het Museum voor Schone Kunsten, in: 200 jaar verzamelen. Collectieboek Museum voor Schone Kunsten Gent, 2000, p. 11-16.
- Het Campo Santo in 131 levensverhalen (met Luc Lekens), 2001.
- Protestantisme en godsdienstberoerten, in: Geschiedenis van Deinze, I, 2003, p. 291-302; III, 2007, p. 270-280.
- Gent van toen en nu. Ons erfgoed (hoofdredacteur en medeauteur), 15 katernen, 2003-2005.
- “De stede van Brugghe es argher dan Genève”. Lorenzo de Villavicencio, een Spaanse spion, ketterjager en onheilsprofeet in de Zwinstad, in: De eerste protestanten van de Lage Landen, 2004, p. 141-158 (kopie p. 106).
- Frans van der Kethulle. De ‘condottiere’ van het calvinistische en republikeinse Gent, in: De eerste protestanten van de Lage Landen, 2004, p. 265-283 (kopie p. 198).
- Karel van Manders geloofsgenoten in Vlaanderen. Dopers-anabaptisten-mennonieten in de jaren 1550-1650, in: De eerste protestanten van de Lage Landen, 2004, p. 113-130 (kopie p. 82).
- De eerste protestanten in de Lage Landen. Geloof en Heldenmoed, 2004 [14], kopie
- Filips van Wissekercke, kasteelheer van Nokere. Edelman, bedelman – alchemist, calvinist, in: De eerste protestanten van de Lage Landen, 2004, 173-180 (kopie p. 130).
- Eustache Deschamps, in: Literair Gent, 2004.
- Gentse Spelen van 1539, in: Literair Gent, 2004.
- Karel Utenhove, in: Literair Gent, 2005.
- Jan Utenhove, in: Literair Gent, 2005.
- Meer politiek dan diep religieus verzet. Studie van Hageman [23] over de Beeldenstorm in Nijmegen, in: Protestants Nederland, 1 augustus 2005, p. 9-16.
- De Abdij van Drongen, Elf eeuwen geschiedenis (met Jan De Maeyer, Patricia Quaghebeur, Paul Trio), 2006.
- De Tempel van Themis Gent. 180 jaar gerechtsgebouw en rechtspraktijk (red., met Christian Vandewal), 2007.[24]
- De studies en de carrièrestart van de Bruggeling Daniël du Tertre, 1556-1563. Een pad vol hindernissen, in: Biekorf, 108, 2008, p. 195-199.
- Humanisme, reformatie en godsdienstberoerten, in: De geschiedenis van Tielt. Een nieuwe kijk op een rijk verleden, 2009, p. 74-97.
- Heiligendevotie in het bisdom Gent, in: Kleine Cultuurgids Provincie Oost-Vlaanderen, 2009.
- Kerk en geloofsbeleving in Vlaanderen onder druk aan de vooravond van de Reformatietijd (ca. 1500-1566), in: Handelingen van het Genootschap voor Geschiedenis te Brugge, 146, 2009, pp. 3-92.[25]
- De Pacificatie van Gent her(be)dacht, 26e Pacificatielezing in Breda, 2009.
- Wie was Gaspard de Coligny? in: Gaspard de Colignyschool 1934-2009, p. 79-87.
- Pastoor en Prelaat in de Reformatietijd, in: Cornelius Jansenius van Hulst, Theoloog en Pastor, Bisschop van Gent, 2010, p. 105-138.
- De leenbanken in Gent en andere Vlaamse steden in de zestiende eeuw: een heikele kwestie, in: Geschiedenis: zijn werk, zijn leven. Huldeboek René De Herdt, 2010, p. 91-111.
- Het geheugen van Nederland in Gent (met Herman Balthazar), 2011.
- Het waarheidsgehalte in de preken van Broeder Cornelis in Brugge (1566-1569), in: Handelingen van het Genootschap voor Geschiedenis te Brugge, 148, 2011, p. 1-42; 149, 2012, p. 363-393.[26][27]
- La place de Guy de Brès dans la Réforme de son époque, in: The Belgic Confession at 450 years, 2012, p. 30-40; De plaats van Guy de Brès in de Reformatie van zijn tijd, in: Theologia Reformata, 55, 2012, p. 252-263.
- Protestantse invloeden in Brugge in het midden van de 16de eeuw. Een internationaal netwerk, in: Tijdschrift voor Nederlandse Kerkgeschiedenis, 16, 2013, p. 6-23.[28]
- Op de calvinistische toer. Het Land van Waas tijdens de overheersing van het revolutionaire Gent, 1578-1583, in: Handelingen van de Maatschappij voor Geschiedenis en Oudheidkunde te Gent, 68, 2014, p. 209-249.(Online op Google)
- Protestanten in het Land van Waas in de zestiende eeuw, in: Koninklijke Oudheidkundige Kring van het Land van Waas, Annalen, 119, 2016, p. 27-92.
- Dopers uit Zuidwest-Vlaanderen op de brandstapel in Rijsel in 1563: de broederschappen van Niepkerke, Zwevegem en Halewijn, in: Biekorf, 116, 2016, p. 12-26.
- Het Wonderjaar te Gent 1566-1567 (auteur Jozef Scheerder, ed. Johan Decavele en Gustaaf Janssens), in: Verhandelingen van de Maatschappij voor Geschiedenis en Oudheidkunde te Gent, 36, 2016.(Online op Google)
- Zevenhonderdvijftig jaar begijnenbeweging. Het Klein Begijnhof Gent, 2016.
- Uitreiking erepenning Marnixring aan Luc Devoldere, 21 oktober 2017.[29]
- De kettervervolging - De godsdienststrijd in Vlaanderen 1566-1585, in: De Reformatie. Breuk in de Europese geschiedenis en cultuur, 2017, p. 209-230.